# Lophochernes luzonicus
Espèce
Lophochernes luzonicus est une espèce de pseudoscorpions de la famille des Cheliferidae.

## Distribution
Cette espèce est endémique de Luçon aux Philippines.

## Publication originale
- Beier, 1937 : Neue ostasiatische Pseudoscorpione aus dem Zoologischen Museum Berlin. Mitteilung aus dem Zoologischen Museum in Berlin, vol. 22, p. 268-279.